# Зигель, Карл Людвиг
Карл Лю́двиг Зи́гель (нем. Carl Ludwig Siegel; 31 декабря 1896, Берлин — 4 апреля 1981, Гёттинген) — немецкий математик, специалист в области теории чисел. 
Иностранный член Национальной академии наук США (1968), Французской академии наук (1973; корреспондент с 1956).

## Биография
Зигель обучался в университете Гумбольдта в Берлине математике, физике и астрономии. Среди его учителей были М. Планк и Ф. Фробениус, благодаря влиянию которого Зигель и стал математиком. В 1917 году во время Первой мировой войны был мобилизован в армию. После войны обучался в Гёттингенском университете, где его руководителем стал Э. Ландау. C 1922 года — профессор математики во Франкфурте-на-Майне. C 1940 года — в эмиграции в США. Работал в Институте высших перспективных исследований в Принстоне. После войны вернулся в Гёттинген.
Работы в основном лежат в области теории чисел, дифференциальных уравнений и теории функций комплексного переменного. Также ему принадлежат важные работы в небесной механике.
Лауреат премии Вольфа по математике (1978).
Похоронен на Гёттингенском городском кладбище.

## Книги на русском языке
- Зигель К. Автоморфные функции нескольких комплексных переменных — М.: Гостехтеориздат, 1954.
- Зигель К. Лекции по небесной механике — М., 1959.